# مقتل جوني ستومباناتو
مقتل جوني ستومباناتو هي قضية مقتل جوني ستومباناتو تعد واحدة من القضايا الشهيرة التي أثارت جدلاً واسعاً في تاريخ هوليوود، حيث تداخلت فيها عناصر العنف الأسري، والتغطية الإعلامية المثيرة، والنظريات المؤامراتية. في 4 أبريل 1958، حدثت الجريمة عندما قامت شيريل كرين، البالغة من العمر 14 عامًا، بطعن جوني ستومباناتو حتى الموت بسكين مطبخ. كان ستومباناتو، صديق والدتها الممثلة الشهيرة لانا تيرنر، شخصية ذات سمعة سيئة، ومرتبطًا بعائلة كوهين الإجرامية. وقيل إن العلاقة بينه وبين تيرنر كانت مشحونة بالإساءة والعنف. حسب الرواية المقدمة خلال التحقيقات، تدخلت شيريل كرين دفاعاً عن والدتها أثناء شجار عنيف بين تيرنر وستومباناتو، مما أدى إلى طعنه في محاولة لحمايتها. في التحقيق الذي جرى لاحقاً، اعتُبرت الجريمة مبررة، وتم إطلاق سراح كرين ووضعها تحت وصاية جدتها. شهدت القضية تغطية إعلامية واسعة، وأثارت انقساماً في الرأي العام. انتقدت بعض وسائل الإعلام لانا تيرنر، ووصفت شهادتها في التحقيق بأنها أداء مسرحي. وقد عزز هذا التصور حياتها المهنية كممثلة معروفة بأدوارها الدرامية.
بعد الحادثة، رفعت زوجة ستومباناتو السابقة دعوى قضائية ضد تيرنر وابنتها بتهمة القتل الخطأ، لكن الدعوى تمت تسويتها خارج المحكمة بمبلغ 20 ألف دولار في عام 1962.
رغم تبرئة شيريل كرين، ظهرت على مر السنين نظريات مؤامرة تزعم أن لانا تيرنر هي من قامت بالفعل بطعن ستومباناتو، وأن ابنتها تحملت المسؤولية لحمايتها. شيريل كرين نفت تلك الإدعاءات، لكن هذه النظريات استمرت كجزء من روايات الصحافة الشعبية والخيال الأدبي. تحولت القضية إلى مصدر إلهام للأعمال الفنية، مثل رواية حيث ذهب الحب (1962) وفيلم مقتبس عنها. في عام 2007، صنفت مجلة تايم قضية ستومباناتو ضمن أكثر الجرائم شهرة في القرن العشرين، مما يعكس مدى تأثيرها على الثقافة الشعبية.

## خلفية
أثناء تصوير الفيلم الكوميدي الرومانسي السيدة تطير في ربيع عام 1957، بدأت الممثلة الأمريكية لانا تيرنر في تلقي مكالمات هاتفية وزهور على المجموعة من جندي مشاة البحرية السابق جوني ستومباناتو، مستخدمًا اسم جون ستيل  ادعت تيرنر أنها غير متأكدة من كيفية حصول ستومباناتو على رقم هاتفها، لكنها علمت في الصحافة اللاحقة أنه جمع أرقام هواتف ممثلات هوليوود المختلفة، بما في ذلك جون أليسون وأنيتا إيكبيرج وزسا زازا جابور. طارد ستومباناتو تيرنر بقوة، وأرسل لها هدايا سخية مختلفة. "أثارت صراحته اهتمام تورنر بشدة، فبدأ في مواعدة ستومباناتو بشكل عرضي.  دون علمها في ذلك الوقت، كانت لستومباناتو علاقات وثيقة بعالم الجريمة في لوس أنجلوس وكانت شريكة لعصابة ميكي كوهين.
على مدى الأشهر التالية، استمرت علاقة تيرنر وستومباناتو العاصفة المليئة بالحجج العنيفة، والإيذاء الجسدي الذي مارسه عليها والمصالحات المتكررة. ادعت تيرنر أنه في إحدى المرات قام ستومباناتو بتخديرها والتقاط صور عارية لها وهي فاقدة للوعي، لاستخدامها كابتزاز محتمل.
في سبتمبر 1957، بينما كانت تيرنر تصور فيلم وقت آخر، مكان آخر في لندن، قام ستومباناتو بتعطيل الإنتاج وخنق تيرنر بعنف قبل أن يجبرها زميلها في التمثيل، شون كونري، على مغادرة المجموعة. اتصل تيرنر بسكوتلاند يارد بعد الحادث، وفي النهاية أمر بترحيل ستومباناتو من المملكة المتحدة. تصالحا بعد ذلك، وقضيا شهري يناير وفبراير 1958 في إجازة في المكسيك قبل العودة إلى الولايات المتحدة  في مارس 1958، حضرت تيرنر حفل توزيع جوائز الأوسكار لمراقبة ترشيحها لفيلم بيتون بليس وتقديم جائزة أفضل ممثل مساعد. غضب ستومباناتو لأنها حضرت الحفل بدونه، فاعتدى على تيرنر عندما وصلت إلى المنزل.

## جريمة قتل
في حوالي الساعة 8:00 مساءً يوم 4 أبريل، بعد ثمانية أيام من حفل توزيع جوائز الأوسكار، وصلت ستومباناتو إلى منزل تيرنر المستأجر في 730 نورث بيدفورد درايف في بيفرلي هيلز ، كاليفورنيا، والذي بدأت للتو في استئجاره قبل أسبوع. بدأ الاثنان في الجدال الحاد في غرفة النوم، وخلال ذلك هدد ستومباناتو بقتل تيرنر وابنتها ووالدتها،  بالإضافة إلى إطلاق تهديدات العصابات. التي تضمنت كسر عظام تيرنر وتقطيع وجهها بشفرة حلاقة مستقيمة. دخلت ابنة تيرنر، شيريل كرين، الغرفة لفترة وجيزة أثناء الجدال، لكن تيرنر حثها على البقاء خارجها. وفي خضم الجدل الذي أعقب ذلك، قطعت تيرنر علاقتها مع ستومباناتو وطلبت منه مغادرة المنزل.
خوفًا من تعرض حياة تيرنر للخطر، أمسكت كرين، التي كانت تشاهد التلفاز في غرفة مجاورة، بسكين مطبخ وركضت للدفاع عن والدتها. يتذكر كرين الحادثة التي وقعت في عام 2012: "هناك سكين على المنضدة. التقطته وركضت إلى أعلى الدرج. بابها يطير فجأة مفتوحة. أرى جون قادم نحوي. لقد رفع يده رفعت السكين ودخل فيها مباشرة. ونظر إلي. وقال: يا إلهي، شيريل، ماذا فعلت؟
أكد تورنر هذا، قائلاً إن كرين، الذي كان يستمع إلى شجار الزوجين خلف الباب المغلق، طعن ستومباناتو في بطنه عندما حاول تورنر إخراجه من غرفة النوم. اعتقدت تيرنر في البداية أن كرين قد لكمه، لكنها أدركت أنه تعرض للطعن عندما انهار ورأت الدم على قميصه. بحسب الروايات الرسمية للشرطة، غادر كرين الغرفة، ووضع السكين على "طاولة صغيرة ذات سطح رخامي"، وهرع للاتصال بوالدها، جوزيف ستيفن كرين. وفي هذه الأثناء، استدعى تيرنر طبيبًا، وصل إلى المنزل بعد فترة وجيزة؛ وحاول الطبيب إنعاش ستومباناتو بحقنة أدرينالين وجهاز تنفس اصطناعي. ولما لم يتمكن الطبيب من الحصول على نبض، استدعى خدمات الطوارئ، وبالتالي أخطر الشرطة،  وتم إعلان وفاة ستومباناتو في مكان الحادث. كشف تشريح الجثة الذي أجراه تشارلز لانغهاوزر بعد فترة وجيزة أن وفاة ستومباناتو كانت ناجمة عن جرح سكين واحد اخترق كبده والوريد البابي والشريان الأورطي، مما أدى إلى نزيف داخلي هائل.

## اعتراف
صرح رئيس الشرطة كلينتون أندرسون، الذي وصل إلى منزل تيرنر بعد وقت قصير من وصول خدمات الطوارئ الطبية، أن تيرنر توسلت إليه قائلة: "من فضلك، دعني أقول إنني فعلت ذلك"، بعد أن اعترفت كرين بالطعن لوالدها، الذي وصل أيضًا إلى المنزل. في غضون ساعة واحدة من وقوع جريمة القتل، قامت تيرنر وزوجها السابق بتعيين المحامي جيري جيزلر لتمثيل ابنتهما. 
في الساعات الأولى من صباح يوم 5 أبريل، تم تسليم كرين إلى قسم شرطة بيفرلي هيلز، حيث تم حجزها بتهمة الاحتجاز. هناك، أدلت ببيان رسمي إلى أندرسون، موضحة بالتفصيل سماعها لتهديدات ستومباناتو ضد والدتها، وطعنها له لاحقًا في مدخل غرفة النوم. بعد أن أدلت كرين ببيانها، غادر تيرنر وستيفن وجيسلر مركز الشرطة بإصرار من الشرطة، حيث كانت الصحافة قد "تجمعت بالفعل مثل النسور في الخارج". وفي هذه الأثناء، في انتظار المزيد من الإجراءات القانونية، تم احتجاز كرين في قاعة للأحداث.

## الإجراءات القانونية
عقدت جلسة استماع قبل الاحتجاز للأحداث تحت إشراف القاضي دونالد أوديل والتي حضرها تورنر ووالدتها ميلدريد وزوجها السابق ستيفن في 7 أبريل 1958. كانت الجلسة مغلقة أمام الجمهور. في نفس اليوم، حاول تيرنر تقديم طلب للإفراج عن كرين ووضعه تحت حراسة ميلدريد، جدة كرين. لكن طلب تيرنر رُفض، لأن القاضي شعر بأن كرين "سيكون محميًا بشكل أفضل بالبقاء في الحجز في انتظار جلسة الاستماع [في قضية مقتل ستومباناتو]."
تم تحديد موعد جلسة متابعة لاحتجاز الأحداث في 24 أبريل في سانتا مونيكا، لتحديد ما إذا كان كرين سيبقى بشكل دائم تحت وصاية محكمة الأحداث. أثناء الحكم، لاحظت الصحافة أن كرين اتخذت القرار "دون إظهار أي مشاعر". وبعد فصلها، تم نقلها مرة أخرى إلى قاعة الأحداث في انتظار إجراءات أخرى. في الوقت نفسه الذي صدر فيه هذا الحكم قبل الاحتجاز، نُشرت في الصحافة العديد من رسائل الحب بين ستومباناتو وترنر.

## تحقيق الطبيب الشرعي
بسبب المكانة البارزة التي اكتسبتها تيرنر وحقيقة أن جريمة القتل شملت ابنتها المراهقة، سرعان ما أصبحت القضية قضية شهيرة. حضر أكثر من مائة مراسل وصحفي جلسة التحقيق التي عقدها الطبيب الشرعي في الحادي عشر من أبريل، والتي وصفها الحاضرون بأنها "شبه مثيرة للشغب".
تم استدعاء الشاهد الأول كوهين، صديق ستومباناتو وشريكه، لكنه رفض الإدلاء بشهادته لأنه كان يخشى أن يكون متورطًا في الجريمة، ورفض أيضًا تحديد هوية جثة ستومباناتو في الصور. وبينما كان يتم استجوابه، قاطع ستيفن تروسو، وهو أحد الحاضرين وصديق ستومباناتو، الإجراءات بالصراخ، "أريد أن أشهد!"  واستمر تروسو في الادعاء بأن كرين قتلت ستومباناتو في شجار بين حبيبين لأنها كانت معجبة به، وأنها كانت تغار من والدتها. قد رفض القاضي طلبه للإدلاء بشهادته أمام المحكمة. شهد الشاهد الثاني، كلينتون أندرسون، بأنه كان "راضيًا" عن اعتراف كرين. كما شهد أيضًا جوزيف ب. باين، ضابط شرطة بيفرلي هيلز الذي أُرسل إلى المنزل في ليلة القتل؛ حيث روى باين على المنصة وصوله إلى منزل تيرنر في تلك الليلة، حيث التقى به والد كرين، الذي أجرى مكالمة هاتفية مع الشرطة بنفسه.
وقد قدم والد كرين وجدته شهادة إضافية.  وشهد ستيفن أنه تلقى مكالمة هاتفية محمومة من كرين في ليلة الطعن، وتوجه بسرعة إلى منزل تورنر. ميلدريد، التي قُتل زوجها (والد تيرنر) في عام 1930، أخذت على عاتقها الشهادة أيضًا لفترة وجيزة، ولكن من الواضح أنها كانت مستاءة للغاية لدرجة أنه تم إعفاؤها من المزيد من الشهادة. قدم قائد شرطة بيفرلي هيلز راي بورديرز شهادة إضافية بشأن البيان الرسمي الذي أدلى به كرين في مركز شرطة بيفرلي هيلز. وكان العديد من مسؤولي إنفاذ القانون، فضلاً عن تيرنر وستيفن وجيسلر، حاضرين، وشهد بوردرز بأن رواية الأحداث كما رواها كرين كانت متسقة عند الاستجواب المتكرر. لم تحضر كرين بنفسها التحقيق. وفي غيابها، تم قراءة بيان مكتوب من قبل كرين بصوت عالٍ، والذي سرد استماعها للحجة، وحصولها على السكين من المطبخ وطعن ستومباناتو في النهاية في غرفة نوم والدتها. وقالت "لقد واصل تهديدها واعتقدت أنه سيؤذيها، لذلك دخلت الغرفة وطعنته بالسكين". "صرخ وسألني ماذا أفعل. ركضت خارج الغرفة."
وعلى الرغم من الشهادات الكثيرة من الآخرين، فقد أشار تقرير التحقيق في صحيفة فيلادلفيا إنكوايرر إلى أن شهادة تيرنر كانت "أبرز ما في جلسة استماع أشبه بالسيرك". وعندما صعدت إلى المنصة، "ساد الصمت بين الحشد عندما جلست الممثلة الشهيرة، وخلعت قفازًا أبيض، وملأت رئتيها باستنشاق عميق وثابت للهواء". بدأت شهادتها بسرد رحلة تسوق قامت بها مع ستومباناتو حوالي الساعة 2:00 مساءً في يوم وفاته، والتي بلغت ذروتها في الجدال بينهما الذي بدأ حوالي الساعة 8:00 مساءً في منزلها.  تذكر تيرنر اللحظة التي طعنه فيها كرين، فقال: "كنت أسير نحو باب غرفة النوم، وكان خلفى مباشرة، وفتحته، ودخلت ابنتي. أقسم أن الضربة كانت سريعة للغاية، لدرجة أنني اعتقدت حقًا أنها ضربته في بطنه. وأفضل ما أتذكره هو أن الضربتين جاءتا معًا ثم انفصلتا. وما زلت لم أر شفرة قط".  وخلال شهادتها التي استمرت 62 دقيقة، لاحظ المراسلون أن تيرنر كادت تنهار من القلق. وصفت اللحظات الأخيرة في حياة ستومباناتو، والتي كانت تتألف من "أفظع الأصوات في حلقه واللهاث". بعد الانتهاء من شهادتها، عادت تيرنر إلى جيزلر، وهي تنهار بالبكاء.
بعد أربع ساعات من الإدلاء بالشهادة وحوالي خمسة وعشرين دقيقة من المداولة، اعتبرت هيئة محلفين الطبيب الشرعي أن مقتل ستومباناتو كان جريمة قتل مبررة، ولن تتم محاكمة كرين. ظلت كرين تحت وصاية المحكمة مؤقتًا حتى 24 أبريل، عندما عُقدت جلسة استماع في محكمة الأحداث، حيث أعرب القاضي ألين تي لينش عن مخاوفه بشأن تلقيها "إشرافًا أبويًا مناسبًا". كانت هذه الجلسة، على عكس تحقيق الطبيب الشرعي، مغلقة أمام الجمهور. تم إطلاق سراح كرين في النهاية لتتولى رعاية جدتها، وأُمرت بزيارة طبيب نفسي بانتظام إلى جانب والديها.

## العواقب

#### الاستجابة العامة
بعد تبرئة شيريل كرين في قضية مقتل جوني ستومباناتو، ظهر والدها، جوزيف ستيفن كرين، في تصريح لمراسلي صحيفة لوس أنجلوس تايمز وأعلن عزمه على خوض معركة قانونية للحصول على الحضانة الكاملة لابنته. كان هذا الإعلان خطوة أثارت مزيدًا من الجدل حول القضية، حيث بدا وكأن الصراع لم ينتهِ عند حدود التحقيق الجنائي بل امتد إلى نزاع عائلي علني. كتب المراسل جاك جون: "على الرغم من أن جيري جيسلر، محامي لانا، ذكر أن الممثلة نفسها سوف تقاتل من أجل حضانة ابنة الزوجين، لم يبدو أن هناك أي مشاعر سيئة بين كرين وزوجته السابقة الفاتنة". على الرغم من تبرئة تيرنر وابنتها من أي مخالفات، إلا أن الرأي العام بشأن المحاكمة كان متباينًا، وفي اليوم التالي لتبرئة كرين، نشرت صحيفة التايمز مقالاً لاذعًا جاء فيه أن تيرنر تمتلك "افتقارًا إلى أي إشارة تقريبًا إلى الحساسية الأخلاقية في وجود طفل"، وخلصت إلى أن "شيريل ليست الجانحة الأحداث. لانا هي". أشارت منشورات أخرى إلى أن شهادة تيرنر في التحقيق كانت مجرد تمثيل؛ نشرت مجلة لايف صورة لتيرنر وهي تشهد في المحكمة مع صور ثابتة لها في مشاهد قاعة المحكمة من ثلاثة أفلام لعبت دور البطولة فيها. كتبت الكاتبة فلورابل موير في صحيفة نيويورك ديلي نيوز أن تيرنر "لعبت الدور الأكثر دراماتيكية وفعالية في مسيرتها الفنية الطويلة هنا اليوم في تحقيق الطبيب الشرعي". تزامنت الفضيحة مع إصدار فيلم وقت آخر، مكان آخر، والذي قوبل بإيرادات شباك تذاكر ضعيفة واستجابة نقدية باهتة. 

#### دعوى القتل الخطأ
في أعقاب التحقيق في مقتل جوني ستومباناتو، أدلى كارمين، شقيقه، بتصريحات مثيرة للجدل حول سير التحقيق ونتائجه. حيث زعم أنه شعر بأن لانا تيرنر "فشلت في إخبار الحقيقة كاملة"، وعبّر عن اعتقاده بأن السلطات كانت متحيزة في تحقيقاتها. وفقًا لكارمين، كان هناك انحياز ضد شقيقه، معتبرًا أن سلطات إنفاذ القانون "قررت منذ البداية أن جوني يستحق الموت" رفعت زوجة ستومباناتو السابقة، سارة إبراهيم، دعوى قتل غير مشروع بقيمة 750 ألف دولار ( 6727509 ) في قضية الأضرار ضد تورنر وكرين وستيفن نيابة عن نفسها وعن جون جونيور البالغ من العمر 7 سنوات آنذاك، وابنها من ستومباناتو. في الدعوى، تم التلميح إلى أن تيرنر كانت مسؤولة عن طعن ستومباناتو وأن ابنتها تحملت اللوم. زعمت الدعوى أن ستيفن وصل إلى مسكن تيرنر قبل وفاة ستومباناتو ولم يستدعي المساعدة الطبية المناسبة.
بدأت عمليات الإفادة في دعوى القتل الخطأ في يونيو 1958. قدم ويليام جيروم بولاك، المحامي المشرف على القضية، أدلة تشير إلى أن ستومباناتو تعرض للطعن أثناء الاستلقاء، وهو ما يتعارض مع النسخة المقبولة للأحداث. زعمت شكوى معدلة أن المدعي غير متأكد "ما إذا كانت المدعى عليها شيريل كرين أو المدعى عليها لانا تورنر هي التي قامت بالطعن الفعلي، أو ما إذا كانت إحداهما ساعدت الأخرى في ذلك. وبسبب هذا الشك، زعم المدعي أن كلاً من المدعى عليهما قاما بالفعل بإحداث طعنة في جسد جون ستومباناتو". كان المحامي لويل درايدن هو الذي يمثل تورنر وكرين وستيفن في دعوى القتل الخطأ. في 23 يونيو 1958، قام الثلاثة، برفقة درايدن، بزيارة مكاتب محاماة بولاك في لوس أنجلوس لحضور اجتماع. في وقت لاحق، أفاد بولاك: "أخبرتني شيريل بالأمس أنها لا تستطيع أن تتذكر طعن ستومباناتو في غرفة النوم المغطاة بالسجاد الوردي في قصر لانا المستأجر في بيفرلي هيلز". كما ذكر بولاك أن كرين لا تستطيع أن تتذكر تقديم البيان المكتوب الذي قرأه نيابة عنها أثناء التحقيق في 11 أبريل.
تم رفع الدعوى إلى محكمة والتر ألين، وتم تسويتها في النهاية خارج المحكمة مقابل مبلغ 20 ألف دولار في مايو 1962.

## الإرث ونظريات المؤامرة
كانت جريمة قتل ستومباناتو ذات حضور دائم في ثقافة الجريمة الحقيقية والأساطير، وقد صنفتها مجلة تايم كواحدة من"جرائم القرن" في عام 2007. أشار مؤرخ الأفلام سام ستاجز إلى أن الفيلم "ينتمي إلى نفس مجموعة الجرائم مثل محاكمة فاتي أرباكل بتهمة الاغتصاب في عام 1921، والوفاة الغامضة لمارلين مونرو في عام 1962، وقضية أو جيه سيمبسون في عامي 1994 و1995".
في السنوات الفاصلة، كانت جريمة قتل ستومباناتو موضوعًا لنظرية مؤامرة متكررة مفادها أن تيرنر هو من قتله بالفعل، وأن كرين تحمل المسؤولية عن والدتها، مدعيًا الدفاع عن النفس . تفاقمت هذه النظرية عندما ادعى إريك روت، مصفف شعر تيرنر، في مذكراته عام 1996 أن تيرنر اعترفت له بأنها طعنت ستومباناتو أثناء صراعهما المنزلي. وفقًا لروت، اعترفت تيرنر له بعد سنوات في فندق بلازا ، بعد أن شاهد الاثنان برنامجًا تلفزيونيًا يشير إلى القضية، يزعم روت أن تيرنر قالت: "لقد قتلت ابن العاهرة، وسأفعل ذلك مرة أخرى". كما ذكر أن تيرنر حثته على الكشف عن هذا للجمهور إذا ماتت قبله، من أجل تبرئة اسم ابنتها. لكن كرين نفى هذا الادعاء، ورد في عام 1999: "إن الفكرة التي طرحها روت في كتابه بعيدة المنال، كما تعلم، لدى الجميع شيء يريدون بيعه. أعتقد أن هذه كانت الطريقة الوحيدة التي تمكن بها من نشر كتابه."
بالإضافة إلى ذلك، أشار مصمم الأزياء في مترو جولدوين ماير سيدني جيلاروف في مذكراته لعام 1996 إلى أنه في صباح يوم مقتل ستومباناتو، صادف تيرنر وهي تغادر متجر بايونير هاردوير في بيفرلي هيلز؛ وخلال تبادل وجيز، زعم جيلاروف أنه عندما سأل تيرنر عما كانت تفعله في متجر الأجهزة، أجابت: "كنا بحاجة إلى سكين جديد". كما زعم جيلاروف أنه زار تيرنر في اليوم التالي، وأنها انهارت بين ذراعيه، وهي تبكي، وقالت، "هل حلمت يومًا أن يحدث هذا؟ وبنفس السكين التي اشتريتها بالأمس". في سيرتها الذاتية، اعترفت تيرنر بأنها ذهبت هي وستومباناتو للتسوق لشراء أدوات المطبخ لمنزل تيرنر الجديد في الأسبوع الذي توفي فيه، وأنه في الواقع طُعن بواحدة من سكاكين النحت التي اشتراها. في عام 2012، قدمت 48 ساعة تقريرًا خاصًا عن القضية، والذي تضمن محادثة بين العديد من المؤرخين، وشيريل كرين، وجون إبراهيم، نجل ستومباناتو، وقد ادعى إبراهيم أن شهادة تيرنر كانت "كلها أكاذيب" وأنها "كان من الممكن أن تحصل على جائزة الأوسكار"، ليرد كرين: لم تكن تتصرف. كانت مرعوبة. أعرف والدتي، كانت تقاتل من أجل طفلها... عادت هيئة المحلفين بحكم القتل المبرر. لقد طرحت هذا السؤال مئات المرات. "ألم تفعل والدتك ذلك حقًا؟" لقد قتلت جون ستومباناتو ولم أفعل ذلك لتغطية الأمر على والدتي. أي أم قد تفعل هذا بطفلها؟ لتجعل طفلها يعيش حياتها وهي تعلم أنها قتلت شخصًا ما وعليها أن تتعايش مع ذلك. من سيفعل ذلك؟ ليست والدتي. ليست المرأة التي أعرفها.

## التصوير الثقافي
استوحى هارولد روبنز في عام 1962 روايته أين ذهب الحب من وفاة ستومباناتو، وتبع ذلك فيلم مقتبس عام 1964 من بطولة سوزان هايوارد وبيتي ديفيس . في عام 1987، تضمن فيلم وودي آلن ، سبتمبر ، إشارة خفية إلى الوفاة، في العلاقة بين الابنة ميا فارو والأم إلين ستريتش، حيث ألقى آلن باللوم على ستريتش (تيرنر). في فيلم حياة هذا الفتى، يتم عرض القضية في نشرة الأخبار التلفزيونية بينما يشاهدها روبرت دي نيرو وليوناردو دي كابريو، بهدف إظهار أن شخصية ليوناردو دي كابريو تتظاهر بفعل الشيء نفسه للدفاع عن والدته من زوجها المسيء. في نوفمبر 2009، عرضت سارة ديفيز دراما إذاعية على قناة بي بي سي 4 بعنوان "ليلة مع جوني ستومباناتو" للكاتب المسرحي جوناثان هولواي ، والتي تستند إلى القضية.